# (55877) 1997 VZ6
1997 في زد 6 (ويعرف أيضًا باسم (55877) 1997 في زد 6 وفق تسمية الكوكب الصغير) (بالإنجليزية: 1997 VZ6)‏ هو كويكب ضمن حزام الكويكبات؛ وترتيبه 55877 من حيث الاكتشاف.
اكتُشف هذا الجُرم الفلكي بواسطة تاكيشي أوراتا ‏ في 4 نوفمبر 1997.

## وصلات خارجية
- (55877) 1997 VZ6 في قاعدة بيانات مختبر الدفع النفاث لأجرام النظام الشمسي الصغيرة

- الاكتشاف · مخطط المدار ·  العناصر المدارية · المعلمات المادية

- (55877) 1997 VZ6 على موقع ويكي سكاي: DSS2, SDSS, GALEX, IRAS, Hydrogen α, X-Ray, Astrophoto, Sky Map, Articles and images